# Força Aérea Real da Jordânia
A Força Aérea Real da Jordânia (em árabe: سلاح الجو الملكي الأردني, Silāḥ ul-Jawu al-Malakī ’al-Urdunī) é o ramo aéreo das Forças Armadas da Jordânia, e está subordinada diretamente ao rei da Jordânia, Abdullah II, sendo o único ramo que opera aeronaves militares no país.
Sua missão é proteger e defender a soberania e a integridade da Jordânia. Defender o espaço aéreo do país contra qualquer ameaça aérea em potencial é sua principal tarefa. Sua função secundária é apoiar as forças terrestres do país em qualquer conflito armado, contra qualquer potência externa. Também possui a tarefa de manter a segurança interna, combate ao contrabando e operações de segurança de fronteira.

## Galeria de fotos

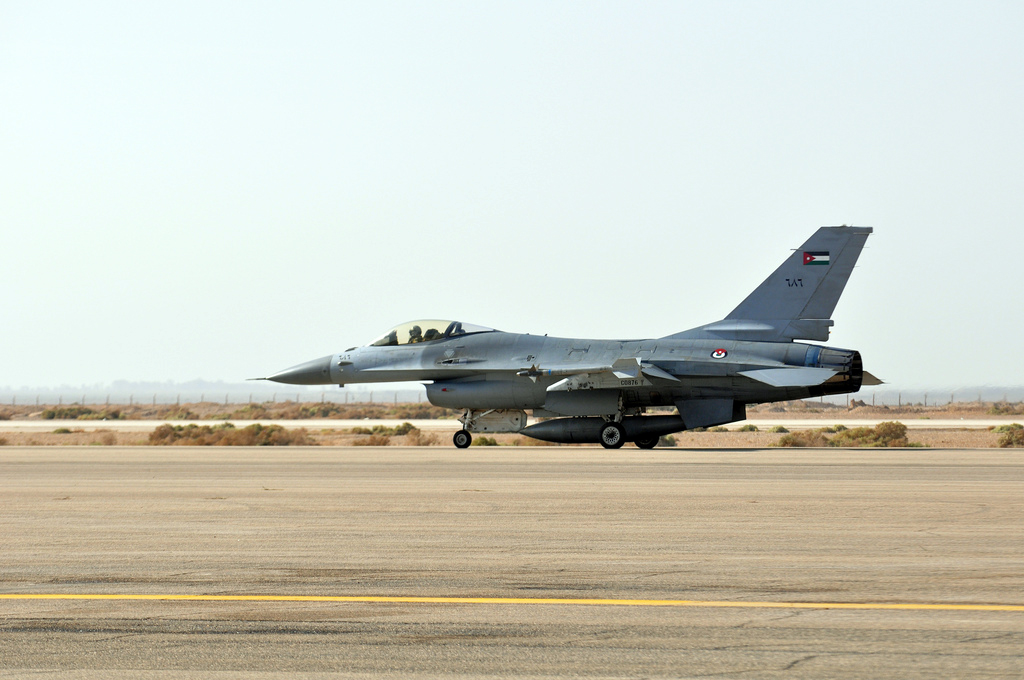
Um F-16 jordaniano na base aérea de Mwaffaq Salti.
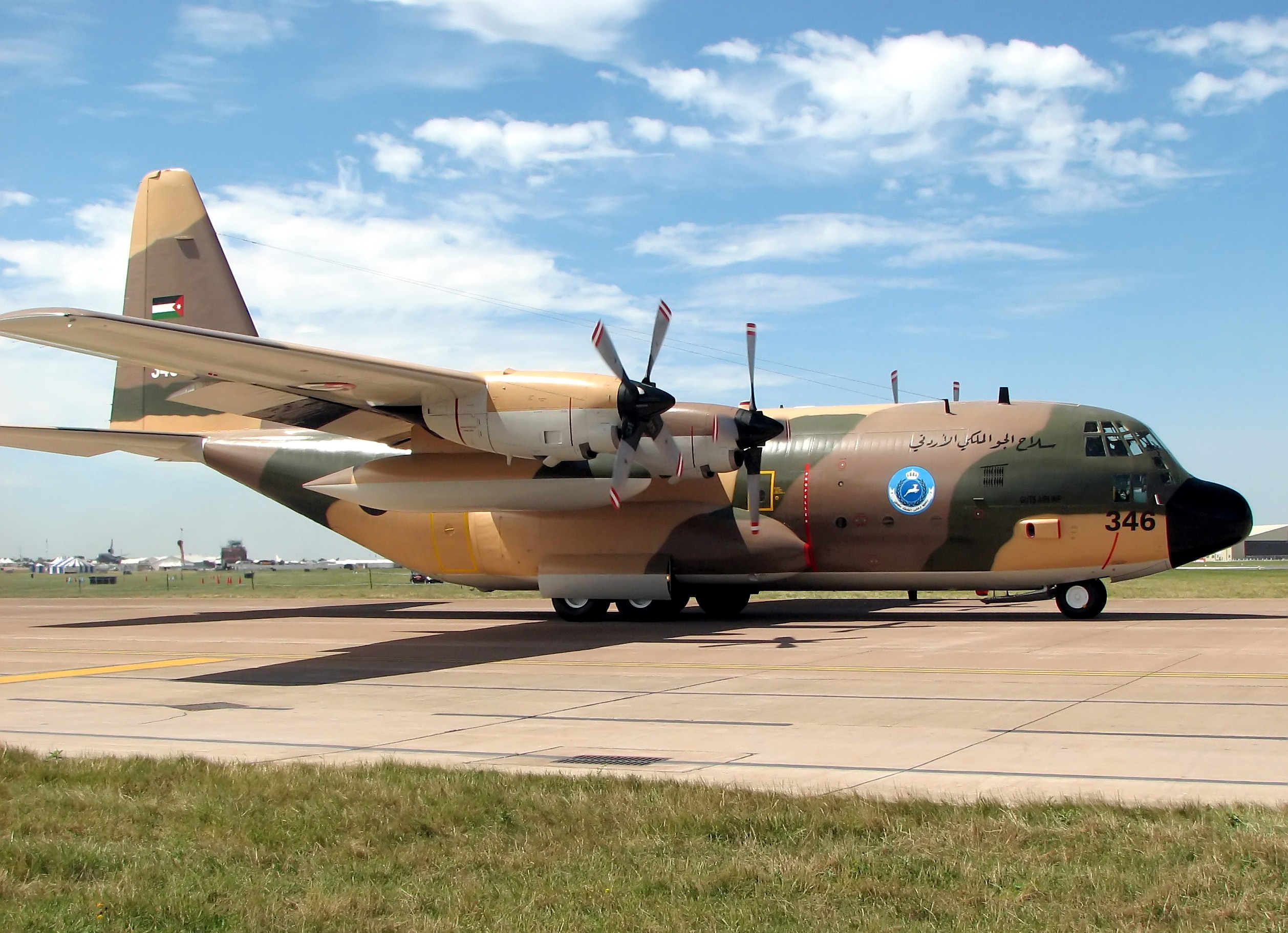
Um C-130 jordaniano.
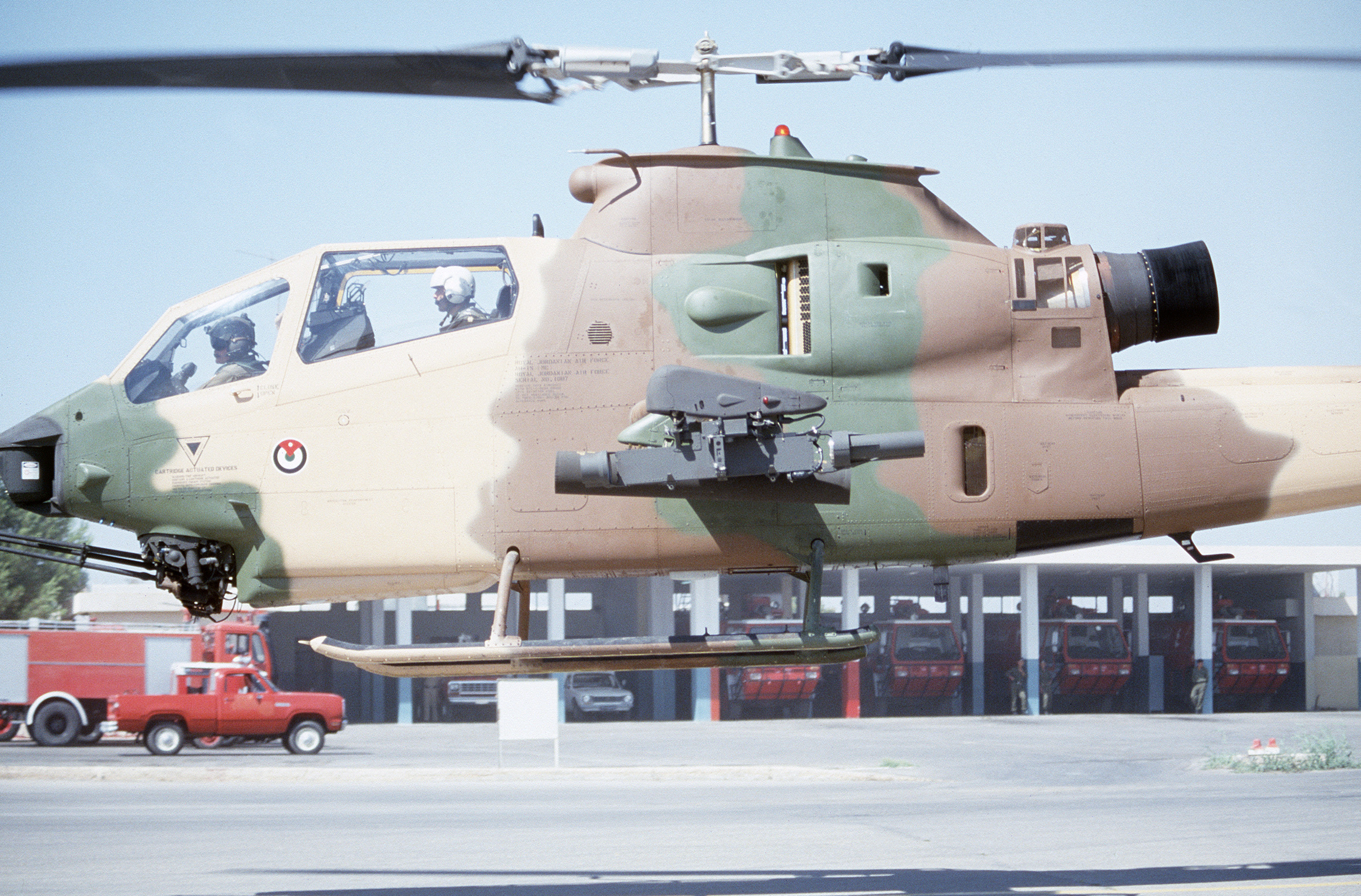
Um AH-1 Cobra da FAJ.
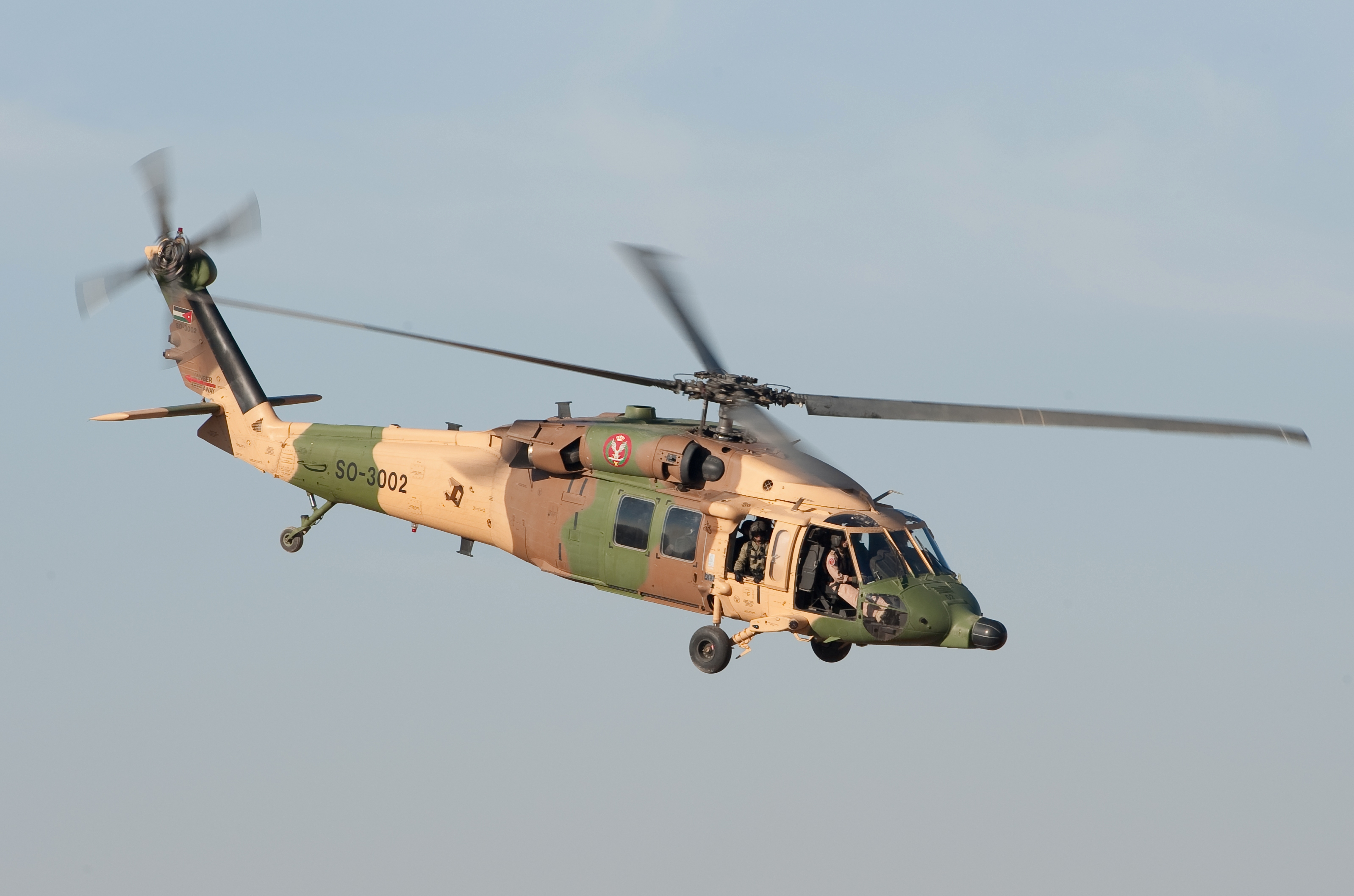
Um helicóptero UH-60 jordaniano.